# Rheinorange

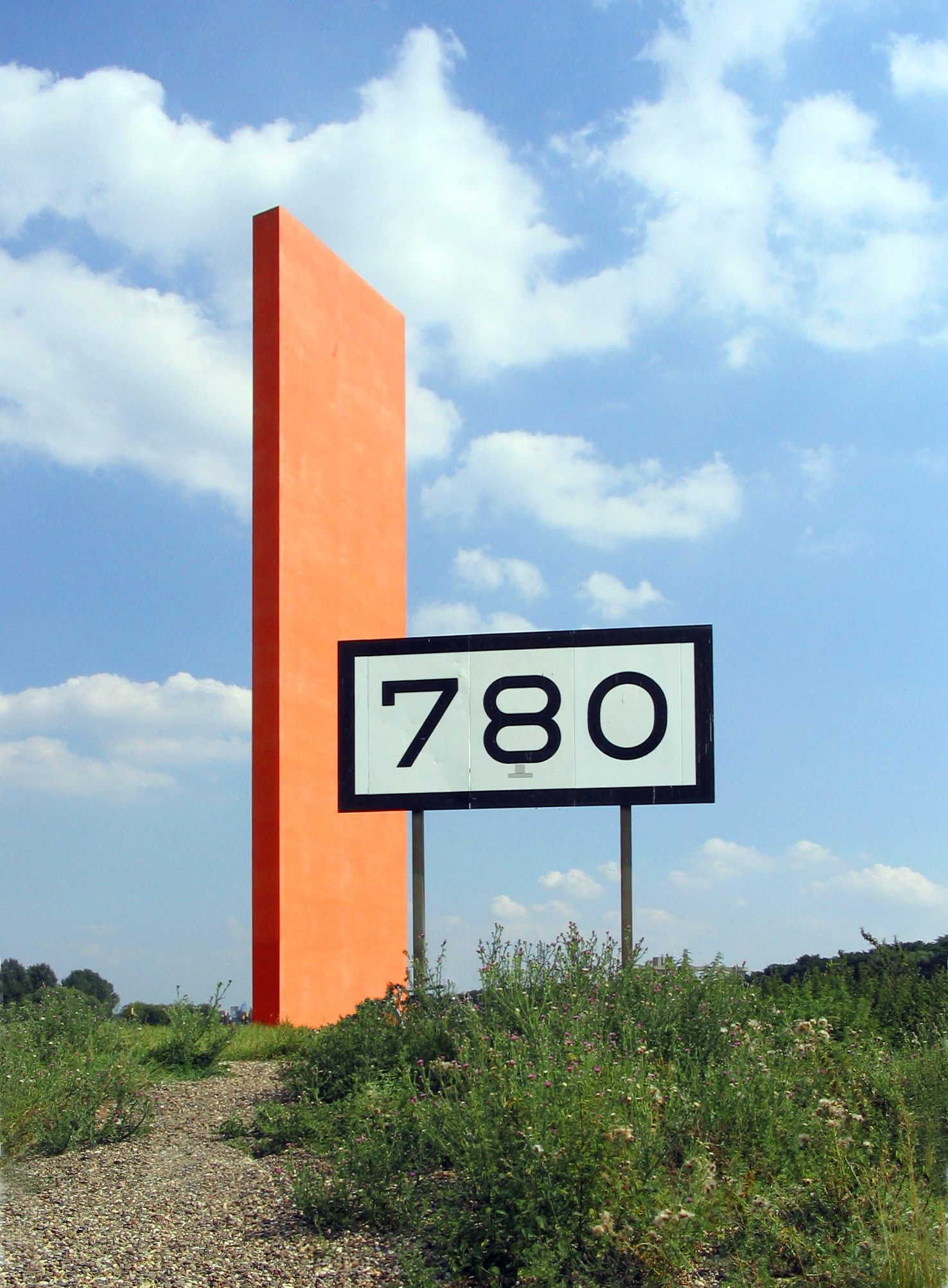
Rheinorange bij Rijnkilometer 780

Rheinorange is een kunstwerk uit 1992 in de Duitse stad Duisburg. Het kunstwerk ligt aan de monding van de Ruhr in de Rijn, bij Rijnkilometer 780. Het kunstwerk werd door de beeldhouwer Lutz Fritsch uit staal vervaardigd. Het kunstwerk is 25 meter hoog, 7 meter breed en 1 meter diep. De naam is een woordspeling: de locatie = de Rhein en de kleur van het kunstwerk is RAL 2004 = Rein Orange (puur oranje) of vrij vertaald rein oranje
Het beeld symboliseert de stad Duisburg, door een aantal aspecten van de stad in één kunstwerk te verenigen: de Ruhrmonding, de grootste binnenhaven van Europa, de staalindustrie, de technologiesector en stad van moderne beeldhouwkunst.

## Fotogalerij

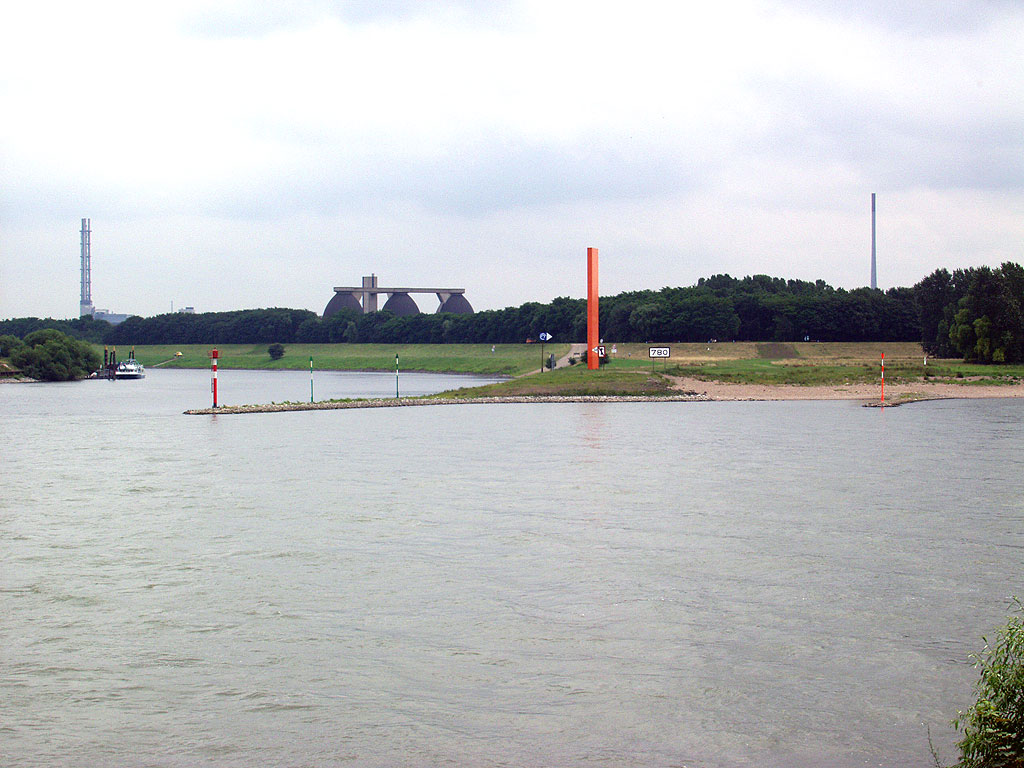
Monding van de Ruhr (links boven) in de Rijn
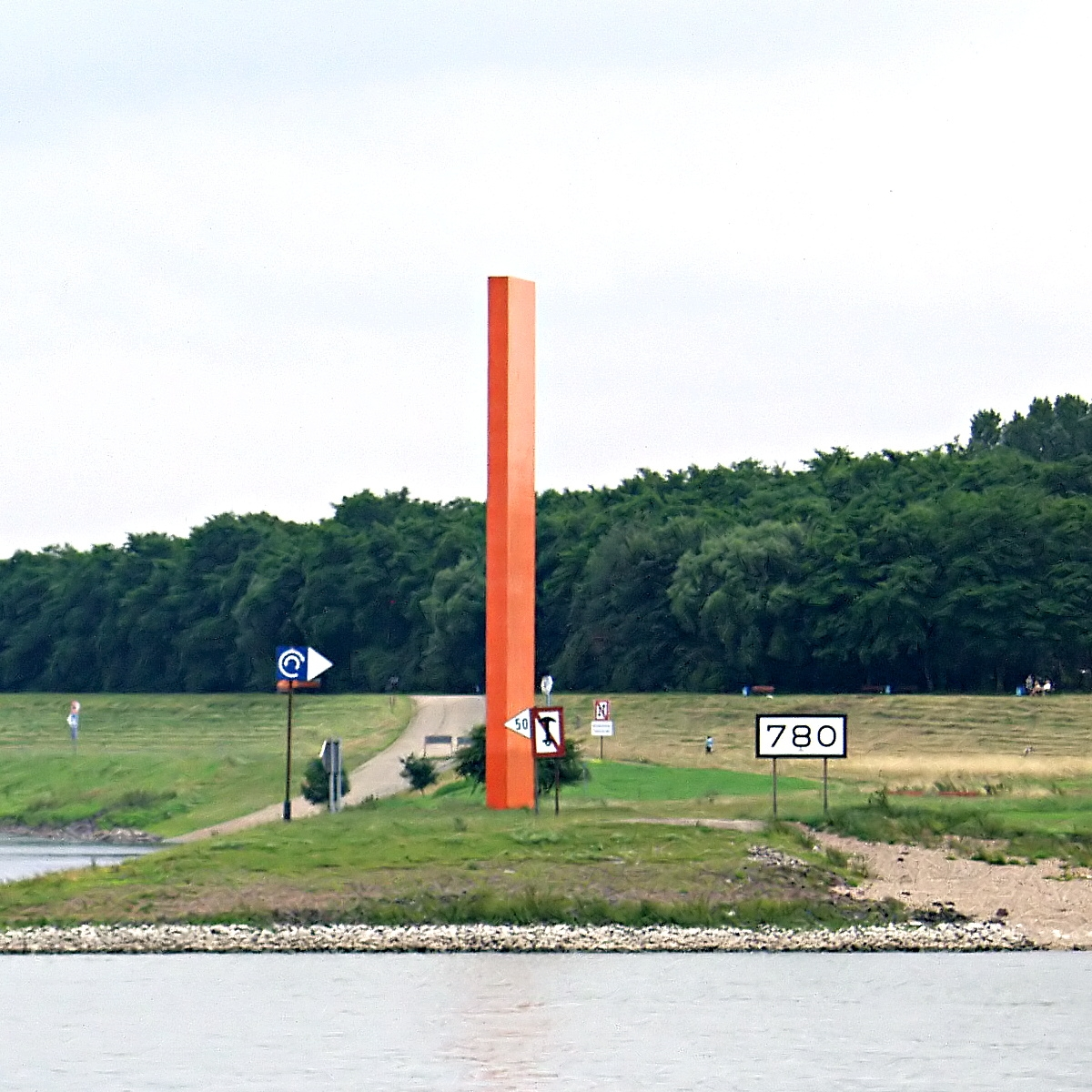
Rheinorange